# Roberto Gaspar Vásquez
Roberto Gaspar Vásquez Ramírez (nacido el 11 de agosto de 1984) es un boxeador profesional panameño que ostentó el título de peso mosca ligero de la AMB. También ostentó el título mundial interino de peso mosca de la AMB.

## Carrera Profesional
Vásquez perdió en su debut en el boxeo profesional contra Angelo Dottin el 17 de marzo de 2001. La pelea a cuatro asaltos ocurrió en la ciudad natal de Dottin , Colón, Panamá. A pesar de que Vásquez cortó la mejilla derecha de Dottin en el primer asalto, los tres jueces anotaron la pelea 39-38 para Dottin. Desde la derrota del debut, Vásquez ha ganado 22 peleas consecutivas. Su primer campeonato menor fue el título latino de peso mosca ligero de la OMB, que le ganó a Carlos Caballero el 31 de octubre de 2002 por nocaut técnico en el cuarto asalto. En la siguiente pelea de Vásquez, el 15 de febrero de 2003, unificó los títulos latinos de peso mosca ligero de la OMB y el CMB al noquear a Marlon Márquez en el décimo asalto. Vásquez agregó el título Fedelatin de la AMB a su colección cuando derrotó a Luis Doria por nocaut técnico en el séptimo asalto el 26 de noviembre de 2003, convirtiéndose en el primer boxeador latinoamericano en ostentar estos tres títulos simultáneamente en cualquier división de peso. Después de hacer algunas defensas de título en 2003 y 2004, Vásquez se ganó la oportunidad de pelear contra Beibis Mendoza por el título mundial vacante de peso mosca ligero de la AMB. El 29 de abril de 2005, Vásquez derribó dos veces a Mendoza en el décimo asalto, y tras la cuenta de 10 el árbitro Luis Pabón dio por finalizada la pelea. Luego, Vásquez defendió con éxito el título de peso mosca ligero en tres ocasiones, contra José Antonio Aguirre de México, Nerys Espinoza de Nicaragua y Nohel Arambulet de Venezuela. Luego de la tercera defensa, Vásquez dejó vacante el título para desafiar a Lorenzo Parra por el título de peso mosca de la AMB. Sin embargo, la pelea programada para el 10 de octubre de 2006 fue cancelada debido a una lesión en la rodilla derecha de Parra que tuvo que ser operada, dándole la oportunidad a Vásquez de pelear por el título interino en Bercy, París, Francia contra el máximo retador Takefumi Sakata de Japón.

## Récord Profesional
| 34 Ganadas (23 knockouts), 7 Derrotas(1 knockouts), 2 Empates |        |                          |      |              |            |                                                                | |
| Res.                                                          | Récord | Oponente                 | Tipo | Round Tiempo | Fecha      | Lugar                                                          | Notas |
| P                                                             | 33-7-2 | Edixon Pérez             | UD   | 8 8)         | 2017-10-24 | Fantastic Casino, Albrook Mall, Panamá                         | |
| G                                                             | 33-6-2 | Mauricio Martínez        | TKO  | 4 10)        | 2017-07-05 | Fantastic Casino, Albrook Mall, Panamá                         | |
| G                                                             | 32-6-2 | Rafael Concepción        | TKO  | 4 10)        | 2015-08-08 | Radisson Victoria Plaza, Montevideo, Uruguay                   | Gana el título Fedebol Supergallo AMB                                                                            |
| P                                                             | 31-6-2 | Walberto Ramos           | SD   | 8 8)         | 2013-08-10 | Centro de Convenciones Megapolis, Ciudad de Panamá, Panamá     | |
| E                                                             | 31-5-2 | John Mark Apolinario     | SD   | 12 12)       | 2013-03-16 | Centro de Convenciones Megapolis, Ciudad de Panamá, Panamá     | Por el título mundial interino Gallo AMB                                                                         |
| E                                                             | 31-5-1 | John Mark Apolinario     | MD   | 12 12)       | 2012-11-03 | Club La Unión, Colón, Argentina                                | Por el título mundial interino Gallo AMB                                                                         |
| G                                                             | 31-5   | Geyci Lorenzo            | TKO  | 6 6)         | 2012-08-11 | Coliseo Carlos 'Teo' Cruz, Santo Domingo, República Dominicana | |
| G                                                             | 30-5   | Mario Briones            | UD   | 11 11)       | 2012-03-30 | Arena Roberto Duran, Juan Díaz, Panamá                         | |
| P                                                             | 29-5   | Oscar González           | UD   | 5 5)         | 2011-09-23 | Auditorio Principal del CNAR, Ciudad de México, México         | |
| G                                                             | 29-4   | Gregorio Torres          | SD   | 5 5)         | 2011-09-10 | Deportivo Agustín Ramos Millán, Toluca, México                 | |
| G                                                             | 28-4   | Genilson de Jesús Santos | KO   | 1 5)         | 2011-08-20 | Auditorio Principal del CNAR, Ciudad de México, México         | |
| G                                                             | 27-4   | Luis Felipe Cuadrado     | UD   | 8 8)         | 2011-01-14 | Hotel RIU, Ciudad de Panamá, Panamá                            | |
| P                                                             | 26-4   | Drian Francisco          | TKO  | 10 12)       | 2009-10-03 | Cuneta Astrodome, Pásay City, Filipinas                        | |
| P                                                             | 26-3   | Hugo Cázares             | UD   | 11 11)       | 2009-03-24 | Centro de Convenciones Atlapa, Ciudad de Panamá, Panamá        | Por el título Fedelatin Supermosca AMB                                                                           |
| G                                                             | 26-2   | Felipe Rodríguez Zapata  | TKO  | 1 10)        | 2008-09-18 | Centro de Convenciones Figali, Fuerte Amador, Panamá           | |
| G                                                             | 25-2   | César Singo              | TKO  | 3 10)        | 2008-05-07 | Centro de Convenciones Atlapa, Ciudad de Panamá, Panamá        | |
| G                                                             | 24-2   | Jesús Lora               | KO   | 2 (8)        | 2008-03-27 | Centro de Convenciones Atlapa, Ciudad de Panamá, Panamá        | |
| P                                                             | 23-2   | Takefumi Sakata          | UD   | 12 (12)      | 2007-07-01 | Coliseo Ariake, Tokio, Japón                                   | Por el título mundial Mosca AMB                                                                                  |
| G                                                             | 23-1   | Takefumi Sakata          | SD   | 12 (12)      | 2006-12-02 | Palais Omnisports de Paris-Bercy, París, Francia               | Gana el título mundial interino Mosca AMB                                                                        |
| G                                                             | 22-1   | Horlan Hamilton          | UD   | 12 (12)      | 2006-10-28 | Gimnasio Club de Leones, El Marañón, Panamá                    | |
| G                                                             | 21-1   | Noel Arambulet           | UD   | 12 (12)      | 2006-05-20 | Centro de Convenciones Atlapa, Ciudad de Panamá, Panamá        | Retiene el título mundial Minimosca AMB                                                                          |
| G                                                             | 21-1   | Nerys Espinoza           | UD   | 12 (12)      | 2005-11-19 | Centro de Convenciones Figali, Fuerte Amador, Panamá           | Retiene el título mundial Minimosca AMB                                                                          |
| G                                                             | 20-1   | José Antonio Aguirre     | TKO  | 4 (12)       | 2005-08-20 | Centro de Convenciones Figali, Fuerte Amador, Panamá           | Retiene el título mundial Minimosca AMB                                                                          |
| G                                                             | 19-1   | Beibis Mendoza           | KO   | 10 (12)      | 2005-04-29 | Centro de Convenciones Figali, Fuerte Amador, Panamá           | Gana el título mundial Minimosca AMB                                                                             |
| G                                                             | 18-1   | Farid Cassiani           | TKO  | 1 (10)       | 2004-12-11 | El Salonazo, La Chorrera, Panamá                               | |
| G                                                             | 17-1   | Freddy Beleño            | UD   | 12 (12)      | 2004-10-01 | Centro de Convenciones Figali, Fuerte Amador, Panamá           | Retiene el título Fedelatin Minimosca AMB y el título Latino Minimosca OMB                                       |
| G                                                             | 16-1   | Edgar Velásquez          | KO   | 5 (12)       | 2004-07-16 | Centro de Convenciones Figali, Fuerte Amador, Panamá           | |
| G                                                             | 15-1   | José García Bernal       | TKO  | 11 (12)      | 2004-04-16 | Centro de Convenciones Figali, Fuerte Amador, Panamá           | Gana el título Latino Minimosca OMB y Retiene el título Fedelatin Minimosca AMB y el título Latino Minimosca CMB |
| G                                                             | 14-1   | Luis Doria               | TKO  | 7 (12)       | 2003-11-26 | Centro de Convenciones Atlapa, Ciudad de Panamá, Panamá        | Gana el título Fedelatin Minimosca AMB y Retiene el título Latino Minimosca CMB                                  |
| G                                                             | 13-1   | Eduardo Ray Márquez      | TKO  | 2 (12)       | 2003-10-03 | Arena Roberto Duran, Juan Díaz, Panamá                         | Retiene el título Latino Minimosca CMB                                                                           |
| G                                                             | 12-1   | Leonel Arburola          | KO   | 1 (8)        | 2003-08-02 | Jardín Nuevas Glorias Soberanas, Juan Díaz, Panamá             | |
| G                                                             | 11-1   | José Plinio González     | UD   | 8 (8)        | 2003-03-28 | Magnum Eventos, Bella Vista, Panamá                            | |
| G                                                             | 10-1   | Marlon Márquez           | KO   | 10 (12)      | 2003-02-15 | Arena Roberto Duran, Juan Díaz, Panamá                         | Gana el título Latino Minimosca CMB y retiene el título Latino Minimosca OMB                                     |
| G                                                             | 9-1    | Carlos Caballero         | TKO  | 4 (12)       | 2002-10-31 | Centro de Convenciones Atlapa, Ciudad de Panamá, Panamá        | Gana el título Latino Minimosca OMB                                                                              |
| G                                                             | 8-1    | Isidro Muñoz             | KO   | 2 (6)        | 2002-09-20 | Gimnasio de los Leones, Ciudad de Panamá, Panamá               | |
| G                                                             | 7-1    | Jorge Sánchez            | KO   | 1 (8)        | 2002-08-03 | Gimnasio de los Leones, Ciudad de Panamá, Panamá               | |
| G                                                             | 6-1    | Edwin Rodríguez          | TKO  | 3 (6)        | 2002-05-15 | Magnum Eventos, Obarrio, Panamá                                | |
| G                                                             | 5-1    | Hussein Sánchez          | KO   | 1 (6)        | 2002-03-16 | Magnum Eventos, Obarrio, Panamá                                | |
| G                                                             | 4-1    | Alexander Murillo        | RTD  | 1 (4)        | 2002-01-23 | Magnum Eventos, Obarrio, Panamá                                | |
| G                                                             | 3-1    | Agustín Menacho          | SD   | 4 (4)        | 2001-11-30 | Riande Continental Hotel, Bella Vista, Panamá                  | |
| G                                                             | 2-1    | Juvencio Caballero       | RTD  | 1 (4)        | 2001-09-22 | Gimnasio Municipal, Santiago, Panamá                           | |
| G                                                             | 1-1    | Carlos Rodríguez         | TKO  | 1 (4)        | 2001-08-29 | Magnum Eventos, Bella Vista, Panamá                            | |
| P                                                             | 0-1    | Ángelo Dottin            | UD   | 4 (4)        | 2001-03-17 | Arena Panamá Al Brown, Colón, Panamá                           | |